# Brent Haygarth
Brent Haygarth (ur. 27 grudnia 1967 w Durbanie) – południowoafrykański tenisista.

## Życie prywatne
Matka Haygartha, Renee Schuurman, wielokrotnie wygrywała wielkoszlemowe turnieje w grze podwójnej na przełomie lat 50. i 60. oraz raz triumfowała grze mieszanej w rozgrywkach wielkiego szlema. Brat Haygartha, Kirk, startował w zawodach uczelnianych dla University of Texas at Austin, natomiast siostra, Derryn, rywalizowała dla Texas A&M University.

## Kariera tenisowa
Karierę zawodową Haygarth rozpoczął w 1988 roku, a zakończył w 2003 roku, skupiając swoje umiejętności głównie na grze podwójnej, w której zwyciężył w 6 turniejach rangi ATP World Tour oraz osiągnął 6 finałów.
W rankingu gry pojedynczej Haygarth najwyżej był na 384. miejscu (16 lipca 1990), a w klasyfikacji gry podwójnej na 40. pozycji (11 października 1999).

### Finały w turniejach ATP World Tour
| Legenda                                      |
| -------------------------------------------- |
| Wielki Szlem                                 |
| Igrzyska olimpijskie                         |
| Tennis Masters Cup / ATP Finals              |
| ATP Masters Series / ATP Tour Masters 1000   |
| ATP International Series Gold / ATP Tour 500 |
| ATP International Series / ATP Tour 250      |

### Gra podwójna (6–6)
| Końcowy wynik | Nr | Data                 | Turniej         | Nawierzchnia    | Partner              | Przeciwnicy                        | Wynik finału     |
| ------------- | -- | -------------------- | --------------- | --------------- | -------------------- | ---------------------------------- | ---------------- |
| Finalista     | 1. | 14 czerwca 1992      | Florencja       | Ceglana         | Royce Deppe          | Marcelo Filippini Luiz Mattar      | 4:6, 7:6, 4:6    |
| Zwycięzca     | 1. | 3 kwietnia 1994      | Sun City        | Twarda          | Marius Barnard       | Ellis Ferreira Grant Stafford      | 6:3, 7:5         |
| Zwycięzca     | 2. | 6 sierpnia 1995      | Los Angeles     | Twarda          | Kent Kinnear         | Scott Davis Goran Ivanišević       | 6:4, 7:6         |
| Zwycięzca     | 3. | 21 kwietnia 1996     | Bermudy         | Ceglana         | Jan Apell            | Pat Cash Patrick Rafter            | 3:6, 6:1, 6:3    |
| Zwycięzca     | 4. | 23 czerwca 1996      | Bolonia         | Ceglana         | Christo Van Rensburg | Karim al-Alami Gábor Köves         | 6:1, 6:4         |
| Finalista     | 2. | 2 lutego 1997        | Zagrzeb         | Dywanowa (hala) | Mark Keil            | Saša Hiršzon Goran Ivanišević      | 4:6, 3:6         |
| Finalista     | 3. | 15 lutego 1998       | Petersburg      | Dywanowa (hala) | Marius Barnard       | Nicklas Kulti Mikael Tillström     | 6:3, 3:6, 6:7    |
| Zwycięzca     | 5. | 3 maja 1998          | Atlanta         | Ceglana         | Ellis Ferreira       | Alex O’Brien Richey Reneberg       | 6:3, 0:6, 6:2    |
| Finalista     | 4. | 22 maja 1999         | Sankt Pölten    | Ceglana         | Robbie Koenig        | Andrew Florent Andriej Olchowski   | 7:5, 4:6, 5:7    |
| Finalista     | 5. | 19 czerwca 1999      | Nottingham      | Trawiasta       | Marius Barnard       | Patrick Galbraith Justin Gimelstob | 7:5, 5:7, 3:6    |
| Zwycięzca     | 6. | 10 października 1999 | Bazylea         | Dywanowa (hala) | Ałeksandar Kitinow   | Jiří Novák David Rikl              | 0:6, 6:4, 7:5    |
| Finalista     | 6. | 16 września 2001     | Costa do Sauipe | Twarda          | Gastón Etlis         | Enzo Artoni Daniel Melo            | 6:3, 1:6, 6:7(5) |